# 17 Волос Вероники
17 Волос Вероники (лат. 17 Comae Berenices), AI Волос Вероники (лат. AI Comae Berenices) — кратная звезда в созвездии Волос Вероники на расстоянии приблизительно 240 световых лет (около 73,9 парсек) от Солнца. Возраст звезды определён как около 450 млн лет.

## Характеристики
Первый компонент (HD 108662) — белая вращающаяся переменная звезда типа Альфы² Гончих Псов (ACV:), пульсирующая переменная звезда типа Дельты Щита (DSCT:) спектрального класса ApBp, или A0IVpCrSrEu, или A0p, или A0. Видимая звёздная величина звезды — от +5,18m до +5,15m. Масса — около 2,44 солнечной, радиус — около 2,259 солнечного, светимость — около 38,1 солнечной. Эффективная температура — около 8880 K.
Второй компонент (HD 108651Aa) — белая Am-звезда спектрального класса AmFm, или A3, или A7-A9Vm, или A7mA0. Видимая звёздная величина звезды — +6,64m. Масса — около 1,8 солнечной, радиус — около 1,775 солнечного, светимость — около 9,583 солнечной. Эффективная температура — около 7750 K. Удалён на 146,4 угловой секунды.
Третий компонент (HD 108651Ab). Орбитальный период — около 68,29 суток.
Четвёртый компонент (HD 108651B). Видимая звёздная величина звезды — +13,7m. Удалён от второго компонента на 1,4 угловой секунды.
Пятый компонент (WDS J12289+2555D). Видимая звёздная величина звезды — +11,63m. Удалён от первого компонента на 324 угловых секунды, от второго компонента на 192,9 угловой секунды.
Шестой компонент (WDS J12289+2555E). Видимая звёздная величина звезды — +13,6m. Удалён на 447,4 угловой секунды.
Седьмой компонент (WDS J12289+2555F). Видимая звёздная величина звезды — +13,92m. Удалён на 125,5 угловой секунды.

## Планетная система
В 2019 году учёными, анализирующими данные проектов HIPPARCOS и Gaia, у звезды обнаружена планета HIP 60904 b.
В 2019 году учёными, анализирующими данные проектов HIPPARCOS и Gaia, у звезды обнаружена планета HIP 60891 b.